# 陳文博
陳文博（ちん ぶんはく、アドリエル・チャン、英語: Adriel Chan）は、香港の実業家、政治家。不動産開発会社・恒隆集団と同社子会社の恒隆地産の董事長。
父は恒隆集団および恒隆地産の前董事長・陳啓宗。

## 来歴
ノースウェスタン大学ケロッグ経営大学院と香港科技大学から共同で経営管理修士号を取得し、南カリフォルニア大学で国際関係学の学士号を取得した。その後は財務、監査、リスク管理の分野で働いていた。
2010年に恒隆集団に入社。2016年から同社の執行取締役、2020年から副董事長を務めている。
2021年9月、選挙委員会の不動産・建設部門の委員に選出された。2022年には香港特別行政区行政長官選挙に参加する李家超の指名に参加した。
2024年1月30日、恒隆集団および恒隆地産の董事長を務めていた陳啓宗の退任に伴い、両社の董事長に任命された。同年4月26日に正式に両社の董事長に就任した。